# Arturo (ours blanc)
Pour les articles homonymes, voir Arthur.
 (août 2016).
Arturo, né en 1985 et mort le 3 juillet 2016, est un ours blanc mâle qui vivait au parc zoologique (en) de Mendoza, en Argentine.
Né aux États-Unis et transféré en Argentine en 1993, son compagnon, une femelle nommée Pelusa, est morte d'un cancer en 2012 laissant Arturo comme le seul ours blanc du pays.
Les conditions de vie en captivité d'Arturo étaient controversées, principalement à cause des fortes températures et d'un plan d'eau peu profond. Arturo présentait des symptômes de dépression et d'autres problèmes de santé mentale. Les militants des droits des animaux avaient donc surnommé Arturo « l'ours le plus triste du monde » et promu une pétition pour le faire déménager à un zoo de Winnipeg. Il meurt cependant avant que l'opération puisse voir le jour.